# Sises
Sises (Grieks: Σίσες) is een dorp in de deelgemeente (dimotiki enotita) Geropotamos van de fusiegemeente (dimos) Mylopotamos, in de Griekse bestuurlijke regio (periferia) Kreta. Het dorp telt 560 inwoners.

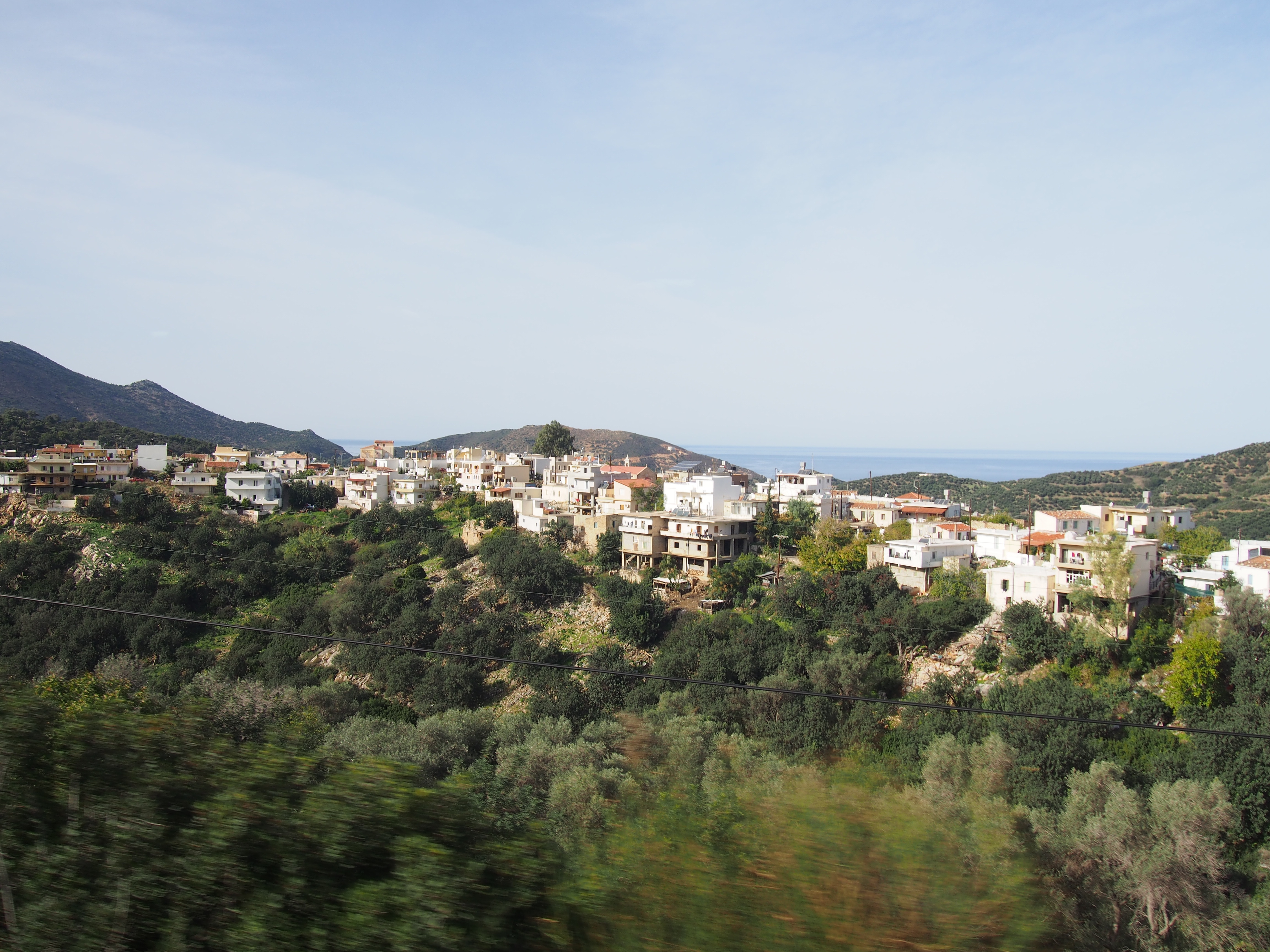